# Lunjevica
Lunjevica (cyr. Луњевица) – wieś w Serbii, w okręgu morawickim, w gminie Gornji Milanovac. W 2011 roku liczyła 498 mieszkańców.